# Eliezer Sussmann
Eliezer (oder Elieser) Sussmann war Sohn des Kantors Schlomo Katz aus Brody in Galizien und bedeutender Synagogenmaler im 18. Jahrhundert.

## Leben und Werk
Er malte zwischen 1730 und 1740 mehrere Synagogen im fränkisch-schwäbischen Raum nach Art der volkstümlichen barocken Holzsynagogen in Polen aus.
Die bisher bekannten von Sussmann ausgemalten Synagogen sind
- die 1938 zerstörte Scheunensynagoge von Bechhofen (1732),[1]
- die Synagoge von Horb am Main (1735), heute Ortsteil von Marktzeuln, deren bemalte Ausstattungsteile sich heute im Israel Museum in Jerusalem befinden;[2]
- die Beträume von Unterlimpurg und Steinbach bei Schwäbisch Hall in Württemberg (1738/39): die bemalte Vertäfelung der Unterlimpurger Synagoge und die der Steinbacher „Frauenschul“ werden im Stadtmühlentrakt des Hällisch-Fränkischen Museums in Schwäbisch Hall gezeigt;
- die Synagoge von Kirchheim (Unterfranken) bei Würzburg (1739/40)[3];
- die Synagoge von Colmberg bei Ansbach (zeitlich unbestimmt);
- die Synagoge von Georgensgmünd im Fränkischen Seenland (ca. 1733/34, Einweihung der Synagoge 1735).
- die Synagoge Odenbach, frühestens 1752.

Die Lebensdaten von Sussmann sind bisher nicht bekannt.

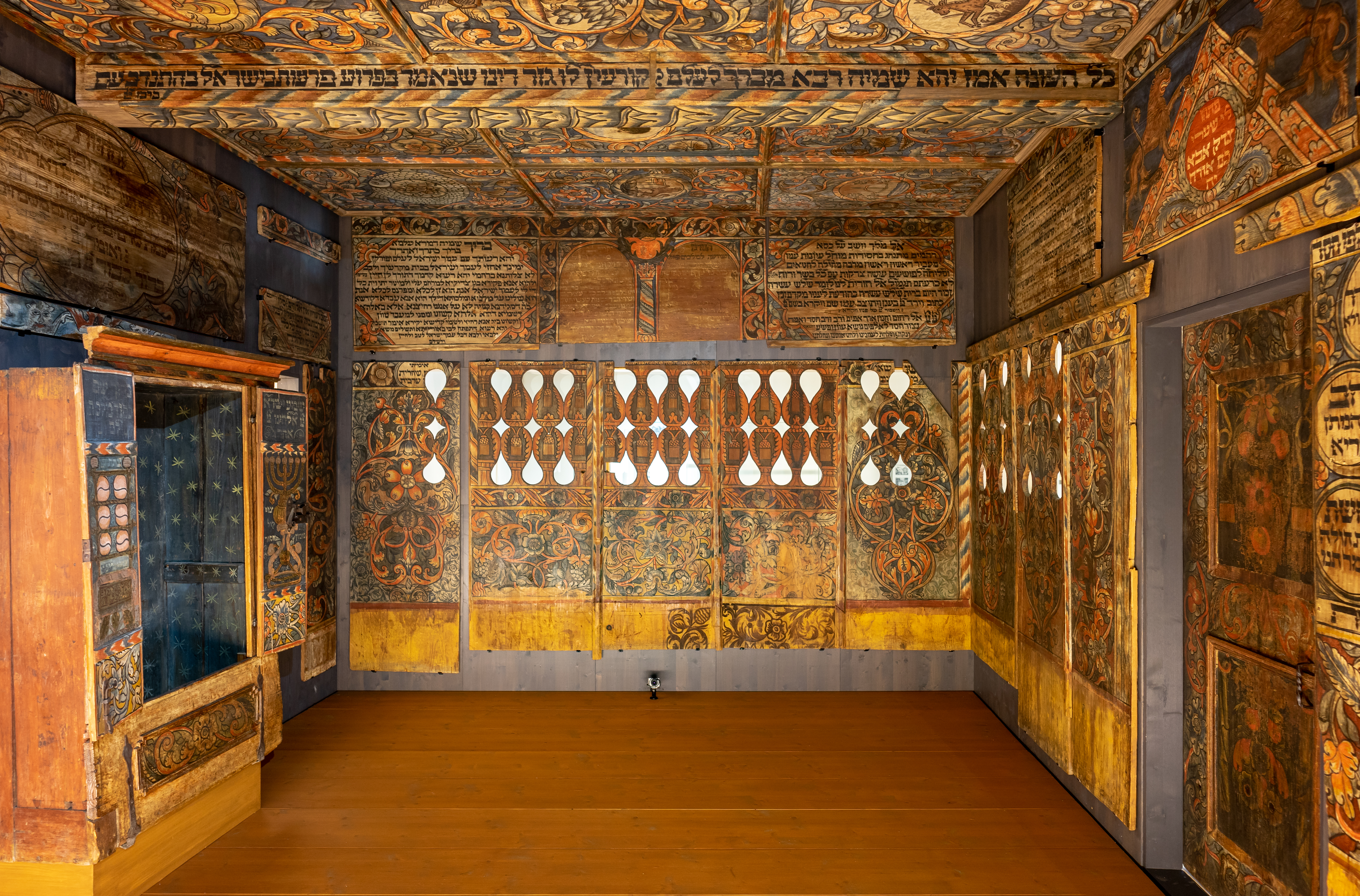
Vertäfelung und Toraschrein der Unterlimpurger Synagoge im Hällisch-Fränkischen Museum
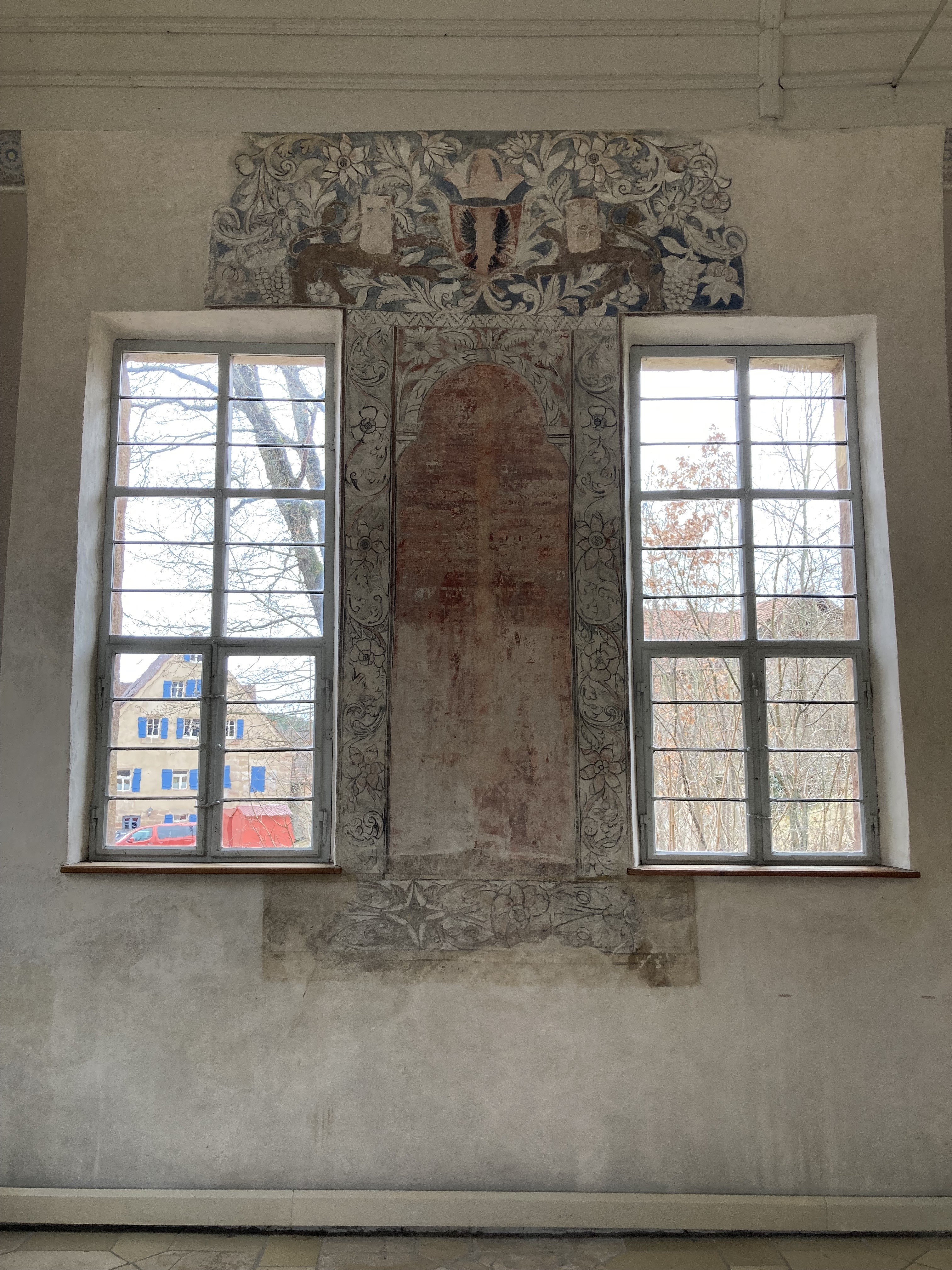
Reste der Ausmalung der Synagoge in Georgensgmünd
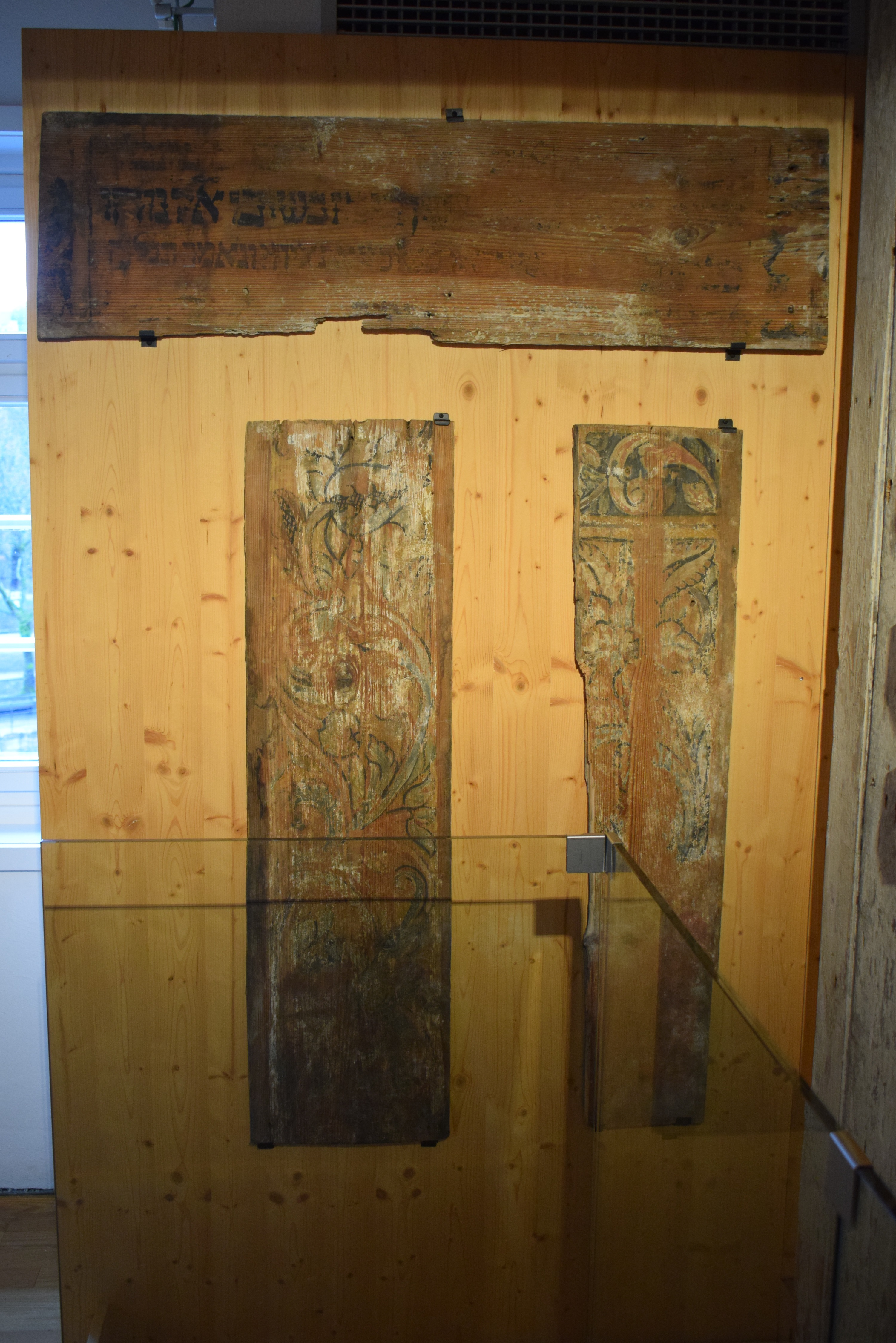
Fragmente der Vertäfelung der „Männerschul“ der Steinbacher Synagoge im Hällisch-Fränkischen Museum